# Central hidroeléctrica de Iznájar
La central hidroeléctrica de Iznájar es una instalación hidráulica de bóveda. Situada en el embalse de Iznájar, sobre el río Genil en la localidad de Cuevas de San Marcos, es la central hidroeléctrica más grande de Andalucía y propiedad de Endesa.

## Historia
La central hidroeléctrica de Iznájar es la central más grande de Andalucía y una de las más grandes de España, construida en el año 1968 con un tipo de presa de bóveda. La central se encuentra en la población de Cuevas de San Marcos, en la provincia de Málaga. El embalse al que sirve, el embalse de Iznájar, está en el río Genil y tiene una capacidad de 981 hm³, aunque su capacidad útil es de 888 hm³.

## Características y datos técnicos
La central hidroeléctrica El Carpio, consta de dos alternadores y transformadores para generar electricidad.
- General
  - Cota de embalse: 421,06 m.
  - Potencia total: 76,8 MW.
  - Números de grupos: 2.
  - Caudal nominal 100 m³/s.
  - Salto bruto: 97,3 m.
- Turbina
  - Número de turbinas: 2.
  - Tipo: Francis.
  - Fabricante: Neyrpic.
  - Caudal unitario: 50 m³/s.
  - Velocidad: 231 rpm.
- Alternadores
  - Número de alternadores: 2.
  - Tipo: Vertical.
  - Fabricante: GEE.
  - Potencia nominal: 48000 kVA.
  - Tensión nominal: 10,5 kV.

## Funcionamiento
La central hidráulica de Iznájar es una central de embalse con una presa de gravedad. Este tipo de centrales permiten almacenar el agua del río y sus afluentes acumulándola en embalses. El agua embalsada es conducida, según la demanda, a las turbinas para la generación de energía.
Esta agua contiene energía potencial debido a la altura a la que se encuentra. Al descender por las tuberías hasta la turbina, la energía potencial se transforma en energía cinética. Esta energía cinética es la que utiliza la turbina Francis para generar energía mecánica.
El alternador convierte la energía mecánica producida por la turbina en corriente alterna. El principio de funcionamiento del alternador es la Ley de Faraday. El alternador genera una señal eléctrica que ha de coincidir con la frecuencia de 50 Hz, que es la frecuencia utilizada en la red española. Para conseguir esta frecuencia, la turbina, y a su vez el alternador, tienen que girar a una velocidad de 231 rpm.
Por último es necesario elevar la tensión en los centros de transformación de la central. Se eleva la tensión con el objetivo de reducir las pérdidas de energía en las líneas de transporte.